# Herb gminy Słaboszów
Herb gminy Słaboszów – jeden z symboli gminy Słaboszów, ustanowiony 27 stycznia 2011.

## Wygląd i symbolika
Herb przedstawia na tarczy koloru czerwonego stojącego srebrnego rycerza z czarnymi włosami, ubranego w kolczugę, pas, ostrogi i złotą zbroję, trzymający w lewej ręce srebrny miecz, a w prawej dokument ze złotą pieczęcią. Jest to nawiązanie do rycerza Sławosza, w którego darowiźnie dla klasztoru po raz pierwszy w historii pojawiła się nazwa „Słaboszów”.